# Bard-le-Régulier

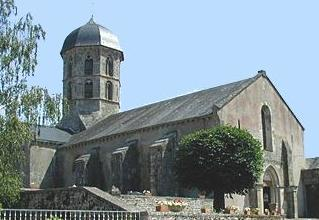
Kerk

Bard-le-Régulier is een gemeente in het Franse departement Côte-d'Or (regio Bourgogne-Franche-Comté) en telt 69 inwoners (2009). De plaats maakt deel uit van het arrondissement Beaune.

## Geografie
De oppervlakte van Bard-le-Régulier bedraagt 9,0 km², de bevolkingsdichtheid is dus 7,7 inwoners per km².
De onderstaande kaart toont de ligging van Bard-le-Régulier met de belangrijkste infrastructuur en aangrenzende gemeenten.

## Demografie
Onderstaande figuur toont het verloop van het inwonertal (bron: INSEE-tellingen).